# Valganciclovir

Valganciclovir

Valganciclovir é um pró-fármaco utilizado pela medicina como antiviral, no tratamento e profilaxia da retinite por citomegalovírus em portadores do vírus HIV.